# Boulant granadino
Le boulant granadino ou boulant de Grenade (buchón granadino)  est une race de pigeon domestique originaire d'Espagne, spécialement de la province de Grenade dont il porte le nom. Il est classé dans la catégorie des boulants, dont la particularité est de posséder un goitre gonflé d'air.
Il descend d'anciens boulants et de pigeons du Levant espagnol et d'Andalousie. Les colombophiles le classent dans les oiseaux de vol et l'élèvent pour les concours de vol et pour les expositions.